# Sewanawank
Klasztor Sewan (orm. Սևանավանք, Sewanawank) – zabytkowy ormiański klasztor z IX wieku znajdujący się na półwyspie Sewan, kilka kilometrów na północny wschód od miasta Sewan w prowincji Gegharkunik w Armenii.

## Historia

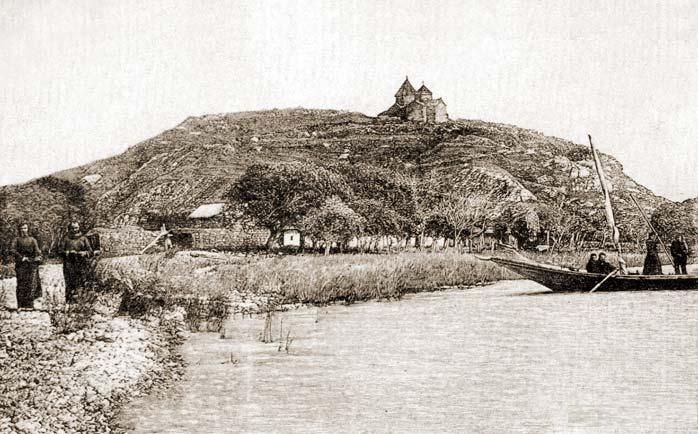
Klasztor w XIX wieku

Według odnalezionych tutaj inskrypcji klasztor został zbudowany w roku 874 przez ormiańską księżniczkę Mariam, córkę Aszota I – pierwszego króla Armenii z dynastii Bagratydów. Sewanawank jest jednym z 30 zespołów kościołów, które księżniczka Mariam obiecała zbudować ku pamięci męża – księcia Wasaka z Sjuniku. Zabudowania wzniesiono z ciemnego tufu wulkanicznego, przez co obiekt zwano Czarnym Klasztorem. Przez lata etymologowie właśnie od niego wywodzili nazwę jeziora Sewan, jednak w końcu okazało się, że używano jej już przed powstaniem klasztoru. Przez pewien czas obiekt pełnił funkcję miejsca zesłania źle sprawujących się mnichów z Eczmiadzyna. Jeszcze w XIX wieku klasztor stanowił prężny ośrodek życia monastycznego – tak jak w dawnych dziejach, kopiowano w nim ręcznie manuskrypty. Ze względu na swoje położenie stał się dobrym schronieniem dla trzeciego króla z dynastii Bagratydów – Aszota II Żelaznego. W okolicach klasztoru rozegrała się także bitwa pomiędzy ormiańskimi siłami dowodzonymi przez Geworka Marzpetuniego a arabskimi wojskami dowodzonymi przez niejakiego Baszira. W bitwie wzięli udział nie tylko żołnierze, ale także mnisi z klasztoru Sewan.
W 1930 klasztor został zamknięty. Choć przeszedł renowację w latach 50. XX wieku, to nie odzyskał pełnego blasku, a większość zabudowań jest w ruinie. Klasztor powstał na wyspie, jednak znalazł się na półwyspie, gdy Józef Stalin polecił spuścić sporo wody z jeziora, wskutek czego jej poziom obniżył się o ponad 30 m. Po odzyskaniu przez Armenię niepodległości klasztor ponownie zaczął pełnić funkcje religijne i dziś jest jednym z nielicznych czynnych starych klasztorów ormiańskich.

## Opis
W klasztorze znajdują się dwa czynne kościoły: Świętych Apostołów (Surp Arakeloc) i Matki Bożej (Surp Astwacacin). Oba zbudowane są na planie krzyża greckiego i zwieńczone ośmiobocznymi bębnami.
Chociaż klasztor położony jest bardzo blisko ośrodków wypoczynkowych, zabronione jest wchodzenie do kościołów w stroju kąpielowym i krótkich spódniczkach – nogi i ramiona muszą być odpowiednio zakryte.
W kościele Matki Bożej (Surp Astwacacin) przechowywane były najcenniejsze dary, jakie otrzymywał klasztor, m.in. 200 manuskryptów, 400 książek, biżuteria, krzyże i wiele innych. Przed wejściem do kościoła znajdują się ruiny przedsionka (gawitu). Niegdyś wsparty był on na sześciu drewnianych kolumnach z pięknie rzeźbionymi kapitelami (ich pozostałości znajdują się w Muzeum Historii Armenii w Erywaniu i w Ermitażu w Petersburgu).
W kościele Świętych Apostołów (Surp Arakeloc) znajdują się inskrypcje z IX wieku. Drewniane drzwi pochodzą zaś z XV wieku. Tuż ponad tą świątynią, w najwyższym punkcie, znajdują się ruiny kościoła Zmartwychwstania (Surp Harutiun). Był to najstarszy i największy obiekt sakralny w kompleksie klasztornym. Według legendy kościół założył sam Grzegorz Oświeciciel w roku 305. Miał rzadko spotykaną formę trójnawowej bazyliki przykrytej kopułą. Była to jedna z kilku w kraju potężnych kopuł z wczesnego średniowiecza. Kościół prawdopodobnie został zniszczony przez trzęsienie ziemi z roku 995.
Na dziedzińcu znajdują się liczne chaczkary, w tym unikatowe zielone, wykonane z miejscowego kamienia.

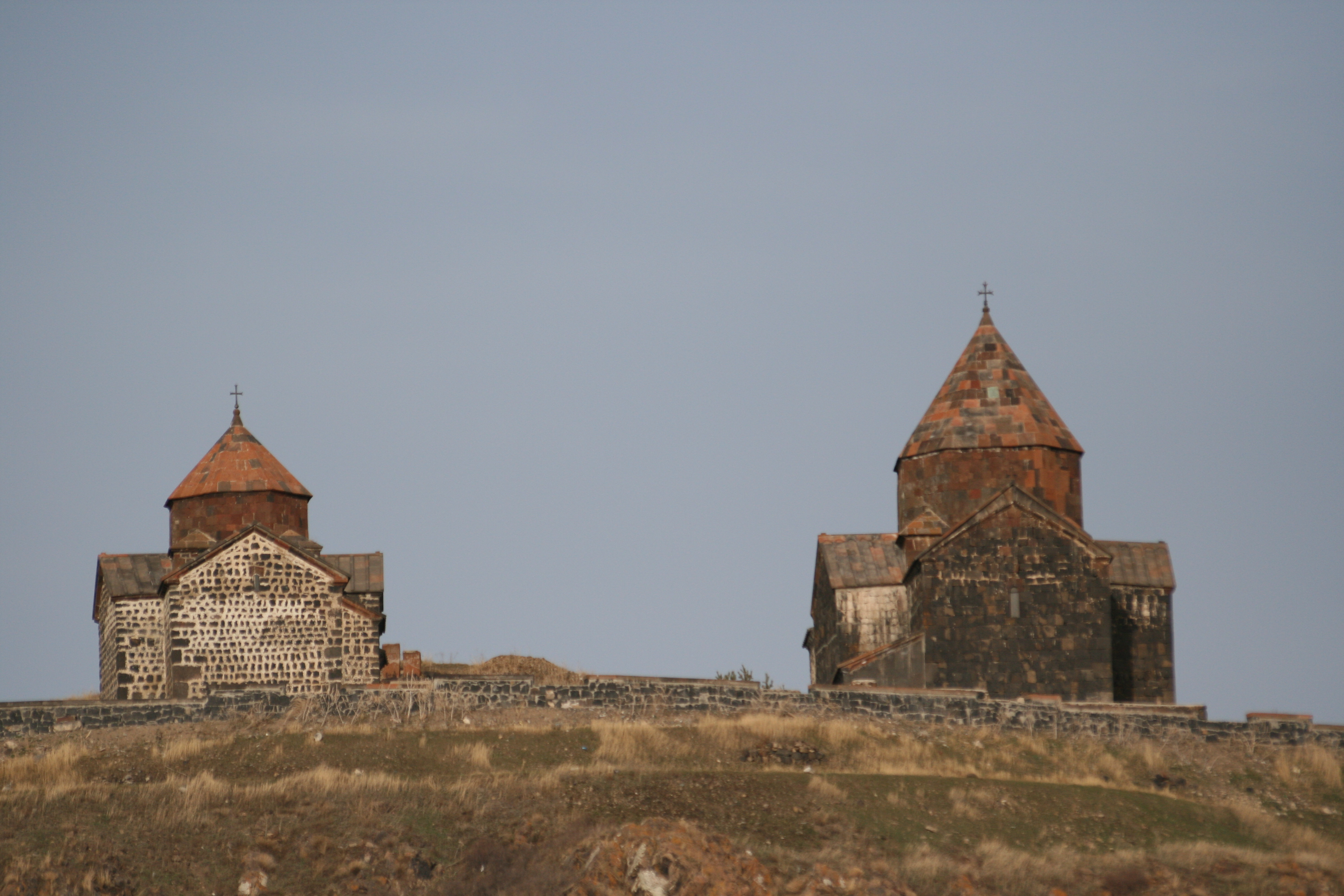
Oba kościoły widoczne ze strony jeziora
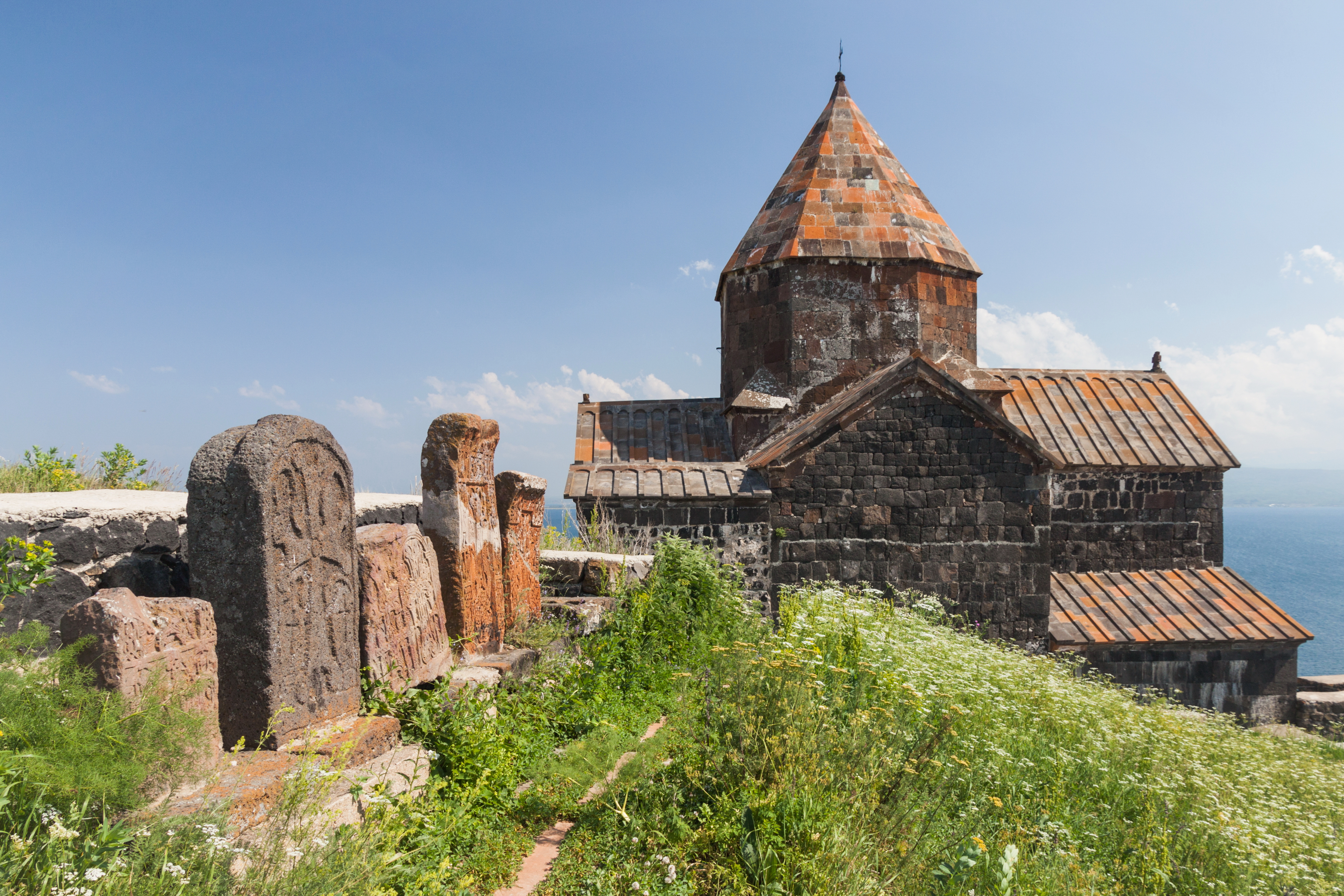
Kościół Świętych Apostołów (Surp Arakeloc) i chaczkary
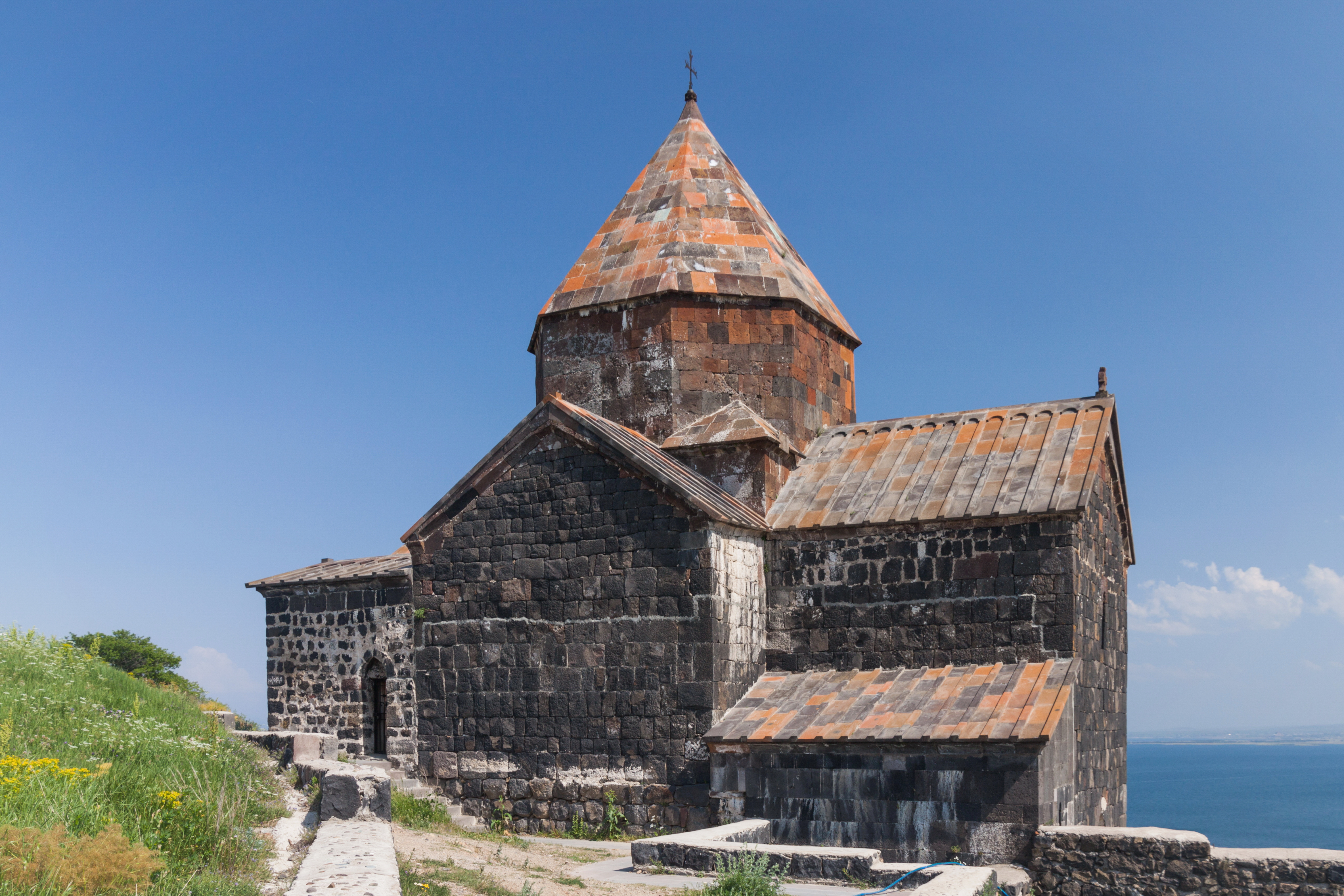
Kościół Świętych Apostołów (Surp Arakeloc)
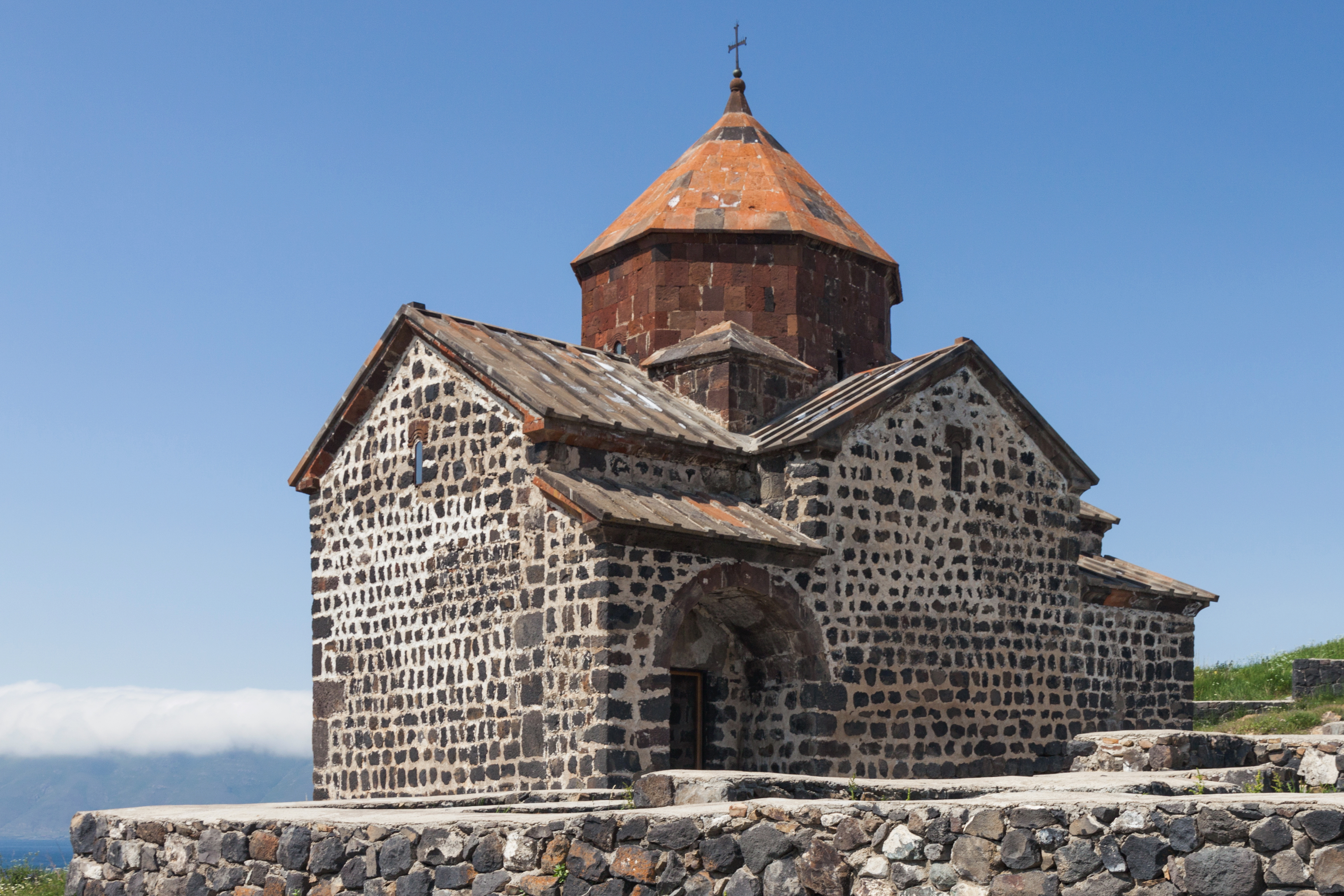
Kościół Matki Bożej (Surp Astwacacin)
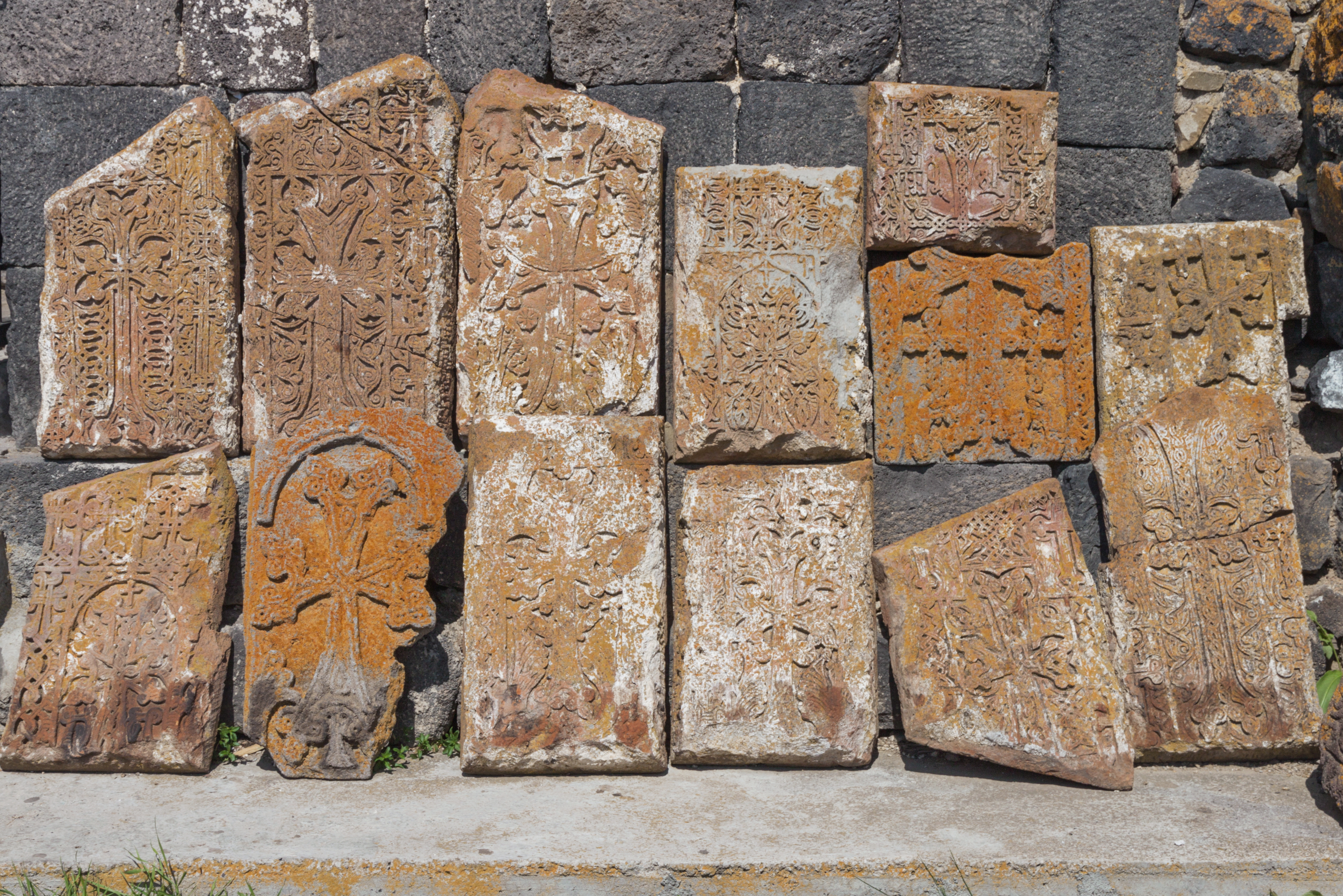
Chaczkary